# Jitia
Jitia est une commune du județ de Vrancea en Roumanie.
Sa population était de 1 609 habitants en 2011.